# Maryna Degtiarova
Maryna Degtiarova est une joueuse de volley-ball ukrainienne née le 22 novembre 1993 à Donetsk. Elle mesure 1,85 m et joue au poste de passeuse. 

## Clubs
| Club                | De        | À         |
| ------------------- | --------- | --------- |
| VK Severodontchanka | 2007-2008 | 2013-2014 |
| Hapoël Emek Hefer   | 2016-2017 | …         |

## Palmarès

### Équipe nationale
- Ligue européenne
  - Vainqueur : 2017[1]

### Clubs
- Coupe d'Ukraine
  - Finaliste : 2013, 2014.
- Championnat d'Ukraine
  - Finaliste : 2014.